# Eleições legislativas na Guiné-Bissau em 2008
As eleições legislativas guineenses de 2008 foram realizadas em 16 de novembro.  Depois destas eleições, a população volta às urnas em 2010 para eleger um novo presidente.

## Candidatos e organização do pleito
O Supremo Tribunal de Justiça (STJ) da Guiné-Bissau "chumbou" a candidatura de quatro dos 21 partidos que se ao final apresentaram, fixando a lista definitiva: 19 forças políticas e duas coligações.. Em 29 círculos eleitorais, foram eleitos 100 dos 102 deputados.
A existência de um maior número de mesas de voto — uma para cerca de 300 eleitores — e a informação disponibilizada desde as primeiras hora do dia aos ouvintes pelas rádios do país contribuiu para agilizar o processo de votação.

## Participação e tranquilidade
Num balanço preliminar do pleito, após o encerramento das assembleias de voto, quase 600 mil eleitores votaram na Guiné-Bissau, a taxa de participação ficou entre 70 e 80%, apontou o chefe de missão de observação da União Europeia, Johan van Hecke.
Van Hecke afirmou que a taxa de participação pode ser considerada "elevada, muito elevada mesmo para eleições legislativas", além disso, por meio dele, a UE considerou a votação calma, sem violência e intimidação.
Os resultados oficiais ainda não foram divulgados, porém segundo as especulações, Carlos Gomes Júnior, líder do PAIGC, é tido como o favorito destas eleições, mas rivaliza com Kumba Ialá, considerado carismático entre a população, presidente do Partido de Renovação Social.

## Resultados Oficiais
| Partido                 | Partido                                                     | Votos   | %               | +/-   | Deputados | +/-   |
| ----------------------- | ----------------------------------------------------------- | ------- | --------------- | ----- | --------- | ----- |
|                         | Partido Africano para a Independência da Guiné e Cabo Verde | 227 350 | 49,52 / 100,00  | 15,64 | 67 / 100  | 22    |
|                         | Partido de Renovação Social                                 | 115 755 | 25,21 / 100,00  | 1,29  | 28 / 100  | 7     |
|                         | Partido Republicano para a Independência e Desenvolvimento  | 34 341  | 7,48 / 100,00   | Novo  | 3 / 100   | Novo  |
|                         | Partido dos Trabalhadores                                   | 12 600  | 2,74 / 100,00   | Novo  | 0 / 100   | Novo  |
|                         | Partido da Nova Democracia                                  | 10 726  | 2,34 / 100,00   | Novo  | 1 / 100   | Novo  |
|                         | Partido Unido Social Democrático                            | 7 700   | 1,68 / 100,00   | 15,92 | 0 / 100   | 17    |
|                         | Partido pelo Desenvolvimento, Democracia e Cidadania        | 7 076   | 1,54 / 100,00   | Novo  | 0 / 100   | Novo  |
|                         | Aliança Democrática                                         | 6 321   | 1,38 / 100,00   | Novo  | 1 / 100   | Novo  |
|                         | Partido Social Democrático                                  | 6 319   | 1,38 / 100,00   | Novo  | 0 / 100   | Novo  |
|                         | Aliança de Forças Patrióticas                               | 5 869   | 1,28 / 100,00   | Novo  | 0 / 100   | Novo  |
|                         | Centro Democrático                                          | 5 438   | 1,18 / 100,00   | Novo  | 0 / 100   | Novo  |
|                         | Partido Popular Democrático                                 | 5 353   | 1,17 / 100,00   | Novo  | 0 / 100   | Novo  |
|                         | Outros (com menos de 1,00%)                                 | 14 290  | 3,11 / 100,00   |       | 0 / 100   |       |
| Votos Inválidos         | Votos Inválidos                                             | 27 735  | 5,70 / 100,00   | 1,10  |           |       |
| Total                   | Total                                                       | 486 873 | 100,00 / 100,00 |       | 100 / 100 |       |
| Eleitorado/Participação | Eleitorado/Participação                                     | 593 739 | 82,00 / 100,00  | 5,75  |           |       |
| Fonte                   | Fonte                                                       | [ 5 ]   | [ 5 ]           | [ 5 ] | [ 5 ]     | [ 5 ] |